# 캐럿 (기호)
캐럿 기호(삿갓표)는 일반적으로 마이크로컴퓨터 키보드의 맨 윗줄의 숫자 6키의 숫자 위에 표시되어 있는 삿갓 모양(^)의 작은 기호이다.
일부 프로그래밍 언어에서 비트 XOR 또는 지수 연산자로 사용된다. 예를 들어 ^가 지수를 나타낼 때, ‘3^2’라는 수식의 결과는 9, 즉 3의 2제곱을 의미한다.
키보드에 있는 컨트롤 키를 표시하는 경우에도 사용된다. 예를 들어, ‘^Z’는 Ctrl+Z의 의미가 된다.

## 곡절 부호
곡절 부호와 생김새가 비슷하다.